# Acanthomysis californica
Acanthomysis californica är en kräftdjursart som beskrevs av Murano och Chess 1987. Acanthomysis californica ingår i släktet Acanthomysis och familjen Mysidae. Inga underarter finns listade i Catalogue of Life.